# Ouragan Teddy (2020)
L’ouragan Teddy est la vingtième de la dépression tropicale, dix-neuvième tempête nommée, huitième ouragan et le deuxième ouragan majeur de la saison cyclonique 2020 dans  l'Atlantique nord. Il s'est formé à partir d'une onde tropicale quittant la côte africaine et devenant une dépression tropicale le 12 septembre. À cause du cisaillement des vents en altitude , ce n'est que deux jours plus tard que le système est devenu la tempête tropicale Teddy. Après une intensification constante pendant environ une journée, la tempête est rapidement devenue un ouragan de catégorie 2 le 16 septembre. Il s'est ensuite rapidement intensifié à nouveau le 17 septembre et est devenu un ouragan de catégorie 4. À partir du 19, Teddy a commencé à fluctuer en intensité puis faiblir avant de passer à 240 km à l'est des Bermudes le 21. C'était le deuxième cyclone tropical à menacer les Bermudes en 2020, seulement une semaine après que l'ouragan Paulette ait touché terre l'archipel le 14 septembre.
Par la suite, Teddy est remonté vers le nord puis le nord-est avant de devenir une tempête post-tropicale à l'approche de la Nouvelle-Écosse grâce à la rencontre avec une zone frontale et des eaux plus froides. Elle touché la côte à un peu plus de 100 km à l'est-nord-est d'Halifax (Nouvelle-Écosse) le matin du 23 septembre avant de continuer vers le golfe du Saint-Laurent, puis le détroit de Belle Isle, tout en faiblissant. L'ex-Teddy a fini par fusionner avec une autre dépression des latitudes moyennes dans la mer du Labrador à l'ouest du Groenland le 24 septembre.
Teddy a fait des dégâts minimes en frôlant les Bermudes et peu importants en passant sur l'est du Canada une fois devenu un cyclone extratropical. Sa grande taille et la force de ses vents ont provoqué de fortes houles à des centaines de kilomètres de sa trajectoire, allant des Petites et Grandes Antilles à la côte est des États-Unis et au Canada atlantique. Deux personnes à Porto Rico et une au New Jersey se sont noyées sous les fortes vagues. 

## Évolution météorologique
Tard le 8 septembre, une onde tropicale sur le Mali a commencé à attirer l'attention du NHC. Elle est sortie de la côte ouest-africaine le 10 septembre et sa probabilité de développement était de 90 %. Le 11, un système dépressionnaire mal défini s'est développé sous l'onde et est passé au sud de l'archipel du Cap-Vert. À 21 h UTC, le 12 septembre, le NHC a émis son premier avis pour la dépression tropicale Vingt, située à 3 265 km à l'est des Îles du Vent.
À 9 h UTC le 14 septembre, Vingt s'est intensifiée en tempête tropicale, nommée Teddy, alors qu'elle était située à 1 785 km à l'ouest du Cap-Vert. À 6 h 10 UTC, le 16 septembre, Teddy, s'étant rapidement intensifié, a atteint le statut d'ouragan alors qu'il était situé à 1 335 km à l'est des Antilles. Toujours en stade d'intensification rapide, Teddy a atteint la catégorie deux un peu moins de trois heures plus tard.
À 15 h UTC, le 17 septembre, Teddy fut rehaussé au niveau d'ouragan majeur, le deuxième de la saison, alors qu'il était situé à 980 kilomètres à l'est-nord-est des Antilles. Six heures plus tard, Teddy a atteint la catégorie quatre alors qu'il était situé à 925 kilomètres au nord-est des Petites Antilles et se dirigeant vers le nord-ouest.
Le 18 septembre, Teddy est retombé temporairement à la catégorie 3 après une remplacement du mur de l'œil et se dirigeait vers les Bermudes qui furent mises en veille de tempête. Il s'est rehissé à la catégorie 4 en soirée avant de retomber encore à la catégorie 3 le matin suivant à 1 045 km des Bermudes dans un autre remplacement du mur. À ce moment, Teddy devenait un vaste ouragan avec ses vents de force ouragan s'étendant jusqu'à 95 km du centre et les vents de force tempête tropicale jusqu'à 370 km.
Tôt le matin du 20 septembre, l'ouragan est retombé à la catégorie 2 à 515 km au sud-sud-est des Bermudes. Il commençait à subir un cisaillement des vents en latitude dû à un creux barométrique et une zone frontale en approchait également depuis l'ouest. Son diamètre augmentait également et sa houle cyclonique affectaient déjà certaines parties des Antilles, des Bahamas, des Bermudes et de la côte est des États-Unis. À 21 h UTC, les premières veilles de tempête furent émise par le Centre canadien de prévision des ouragans pour la côte de la Nouvelle-Écosse. Au même moment, les Bermudes étaient déjà en avertissement de tempête tropicale et les bandes externes de pluie de Teddy étaient visibles au radar météorologique à environ 200 km de l'archipel.

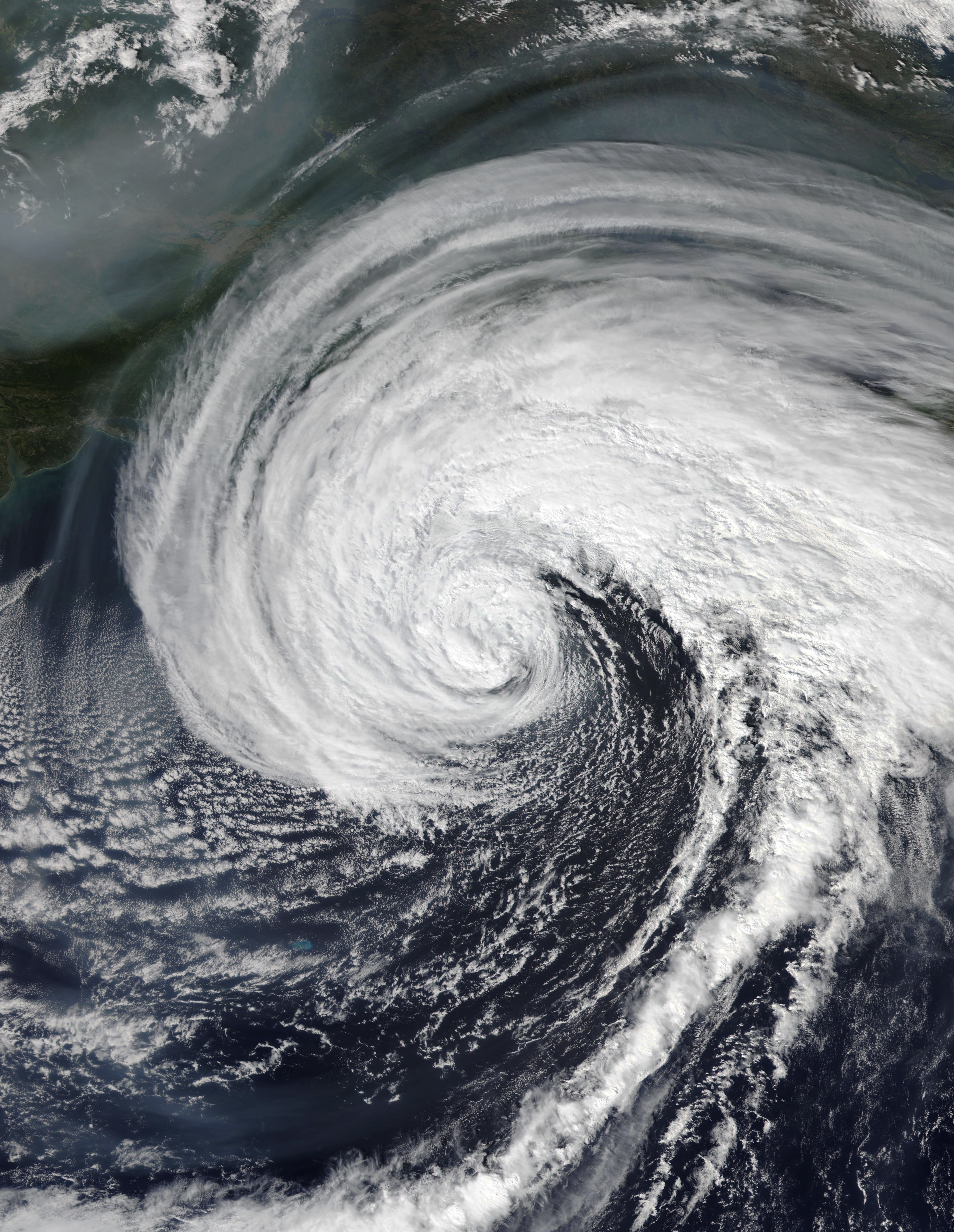
Teddy le 22 septembre approchant la Nouvelle-Écosse.

À 15 h UTC le 21 septembre, Teddy redescendait à la catégorie 1 alors que sa position était à 240 km à l'est-sud-est des Bermudes, sa plus proche distance de l'Archipel. À 3 h UTC le 22, l'ouragan redevenait de catégorie 2, selon le rapport d'un avion de reconnaissance, alors qu'il se trouvait à 475 km au nord-est des Bermudes. Les alertes cycloniques étaient étendues à Terre-Neuve, l'île-du-Prince-Édouard et les îles de la Madeleine au Canada mais annulées aux Bermudes.
À 9 h UTC le 22, les nuages de l'ouragan prenait de plus en plus la forme d'une virgule typique d'un système extratropical, avec la zone centrale orageuse en diminution, alors qu'il traversait le Gulf Stream vers une zone de température de la mer plus froide. Son déplacement vers le nord était aussi en accélération étant à 44 km/h et déjà les rafales à l'île de Sable (Nouvelle-Écosse) était près de 90 km/h. En plus des alertes cycloniques mentionnées antérieurement, des avertissements de pluie abondante couvraient tout l'extrême est du Québec autour du golfe du Saint-Laurent.
À 21 h UTC, Teddy était redescendu à la catégorie 1 de l'échelle de Saffir-Simpson à 390 km au sud de Halifax (Nouvelle-Écosse). Ses nuages, vents de plus de 55 km/h et ses pluies s'étendaient à près de 900 km du centre et affectait déjà toute la Nouvelle-Écosse et une partie du reste des provinces maritimes.
À 0 h UTC le 23, le système est devenu un cyclone post-tropical, sans changer d'intensité avec des vents soutenus de 140 km/h, en fusionnant avec une zone barocline à 305 km au sud d'Halifax. Au même moment, la station météorologique de Grand Étang (WZQ) sur le Cap-Breton rapportait des rafales de suête à 66 nœuds (122 km/h).
À 12 h UTC le 23, le centre de l'ex-Teddy a touché la côte à 105 km à l'est-nord-est d'Halifax, près d'Ecum Secum (44° 58′ 48,82″ N, 62° 10′ 02,19″ O), avec des vents de 100 km/h et une pression centrale de 964 hPa, puis s'est dirigé vers le nord-est. À 15 h UTC, la tempête était rendue sur l'île du Cap-Breton et se déplaçait à 43 km/h vers Terre-Neuve. À 21 h UTC, elle était rendu juste au large de la côte sud-ouest de l'île, près de Stephenville ,se dirigeant vers le détroit de Belle Isle.
À 3 h UTC le 24, l'ex-Teddy entrait dans le détroit de Belle Isle en direction de la mer du Labrador où elle se fusionnera avec un système important venant du Nord du Québec dans les 24 heures suivantes,. Le NHC a cessé ses bulletins à ce moment.

## Impact
Le réassureur AON estima en septembre que les dégâts causés par le système était de l'ordre de quelques millions $US.

### Antilles
Le 18 septembre, un homme et une femme se sont noyés au large de la plage de La Pocita à Loíza, Porto Rico, en raison du courant d'arrachement et des vagues que Teddy a généré jusque dans le nord des Petites et Grandes Antilles,.

### Bermudes
Le 20 septembre, le gouvernement des Bermudes a annoncé une série de mesures, y compris la fermeture de la chaussée-pont (entre Grande Bermude et l'Île Saint George) à minuit et de l'aéroport à 23 heures, des écoles, des services publics, des bus et traversiers jusqu'à mardi le 22. Des vagues de plus de 20 pieds (6,1 m) frappaient déjà la rive sud.
Le lendemain, les autorités ont rapporté qu'environ 220 maisons ont perdu le courant électrique lors du passage de l'ouragan à environ 240 km à l'est, les premières pannes ayant été signalées peu après 4 heures du matin. Des débris ont dû être enlevés, certains bloquant des routes, et de l'érosion fut noté sur les plages. Les rafales maximales enregistrées à l'aéroport international L.F. Wade furent de 33 nœuds (61 km/h).

### États-Unis
En Caroline du Nord, les communautés côtières ont subi une érosion des plages et des inondations côtières à cause de la houle cyclonique. La route 12 dans les Outer Banks fut d'ailleurs fermée du 20 au 22 septembre. En outre, plus de 80 dunes furent emportées par le flots au Cape Hatteras National Seashore. Tout au long de la côte Est allant jusqu'au Maine, cette houle a donné des impacts mineurs. Cependant, les zones de courant d'arrachement le long de la côte Est ont conduit à une noyade près de Point Pleasant Beach, New Jersey.

### Canada

#### Nouvelle-Écosse
Les écoles furent fermées, le transport en commun et plusieurs vols aériens furent annulés en prévision de l'arrivée de la tempête. Les autorités municipales d’Halifax ont averti les résidents des zones côtières, comme Peggys Cove, d’être prêts à évacuer les lieux immédiatement. La société Marine Atlantique a annulé les traversées prévues dans le détroit de Cabot, entre l'île du cap-Breton et Terre-Neuve, et Northumberland Ferries a fait de même pour son service de traversier entre l'Île-du-Prince-Édouard et la Nouvelle-Écosse. Les traversées du pont de la Confédération vers l’Île-du-Prince-Édouard et de la chaussée de Canso furent restreintes à cause des vents.
Les précipitations sur la Nouvelle-Écosse ont été en général de 40 à 70 mm, avec un maximum de 92 mm à Halifax et de 131 mm à Ingonish Beach au Cap-Breton. Grand Étang à l'île du Cap-Breton a enregistré les rafales de vent les plus fortes à 132 km/h. Sur l'île Hart, à l'extrême est de la Nouvelle-Écosse, une rafale de vent de 107 km/h a également été signalée. Une bouée météorologique à environ 160 km au sud-ouest de la Nouvelle-Écosse, a observé des hauteurs de vagues individuelles dépassant 24,4 m, tout comme une deuxième à proximité.
En général, les dégâts ont été minimes. À Bedford, la rivière Sackville a dépassé ses berges, inondant un parc voisin. En début de matinée du 23 septembre, plus de 8 500 clients étaient privés d’électricité et 16 000 en avait manqué au cours de la nuit, majoritairement dans l’ouest de la province. En fin d'après-midi, 12 000 foyers étaient privés d’électricité, la plupart au Cap-Breton. Certains bris par le vent, principalement des arbres cassés ou renversés ont été rapportés.

#### Autres provinces de l'Atlantique et Québec
Il est tombé de 30 à 60 mm, avec un maximum de 67,5 mm à Summerside, à l'île-du-Prince-Édouard, avec des rafales maximales de 82 km/h à North Cape sur la même province. Le sud du Nouveau-Brunswick, les îles de la Madeleine et Terre-Neuve ont enregistré des valeurs similaires,. Dans l'est du Québec, l'île d'Anticosti et Chevery ont enregistré des accumulations de 60 à 63 mm. Aucun dommage important ne fut signalé.

## Statistiques
La taille énorme de Teddy a culminé à plus de 1 600 km de diamètre, ce qui en fait le plus large ouragan de l'Atlantique jamais enregistré. Le détenteur du record précédent était Sandy en 2012, avec 1 450 km à son apogée.
Quand Teddy est devenue une tempête tropicale le 14 septembre, le système devenait la 19e tempête nommée le plus hâtivement durant une saison atlantique, dépassant la tempête subtropicale Sans-Nom (2005) qui détenait ce record avec la date du 4 octobre. C'est aussi la plus hâtive à utiliser la letter « T » devant Tammy de 2005 un 5 octobre.